# Georg von Waldburg zu Zeil und Trauchburg
Georg Fürst von Waldburg zu Zeil und Trauchburg (* 5. Juni 1928 in Würzburg; † 2. Dezember 2015 bei Leutkirch im Allgäu) war ein deutscher Unternehmer sowie Chef der Linie Zeil des ehemaligen Fürstenhauses Waldburg. Der mit amtlichem Familiennamen Graf von Waldburg zu Zeil und Trauchburg geborene Unternehmer nannte sich seit dem Tod seines Vaters Georg Fürst von Waldburg zu Zeil und Trauchburg.

## Familie

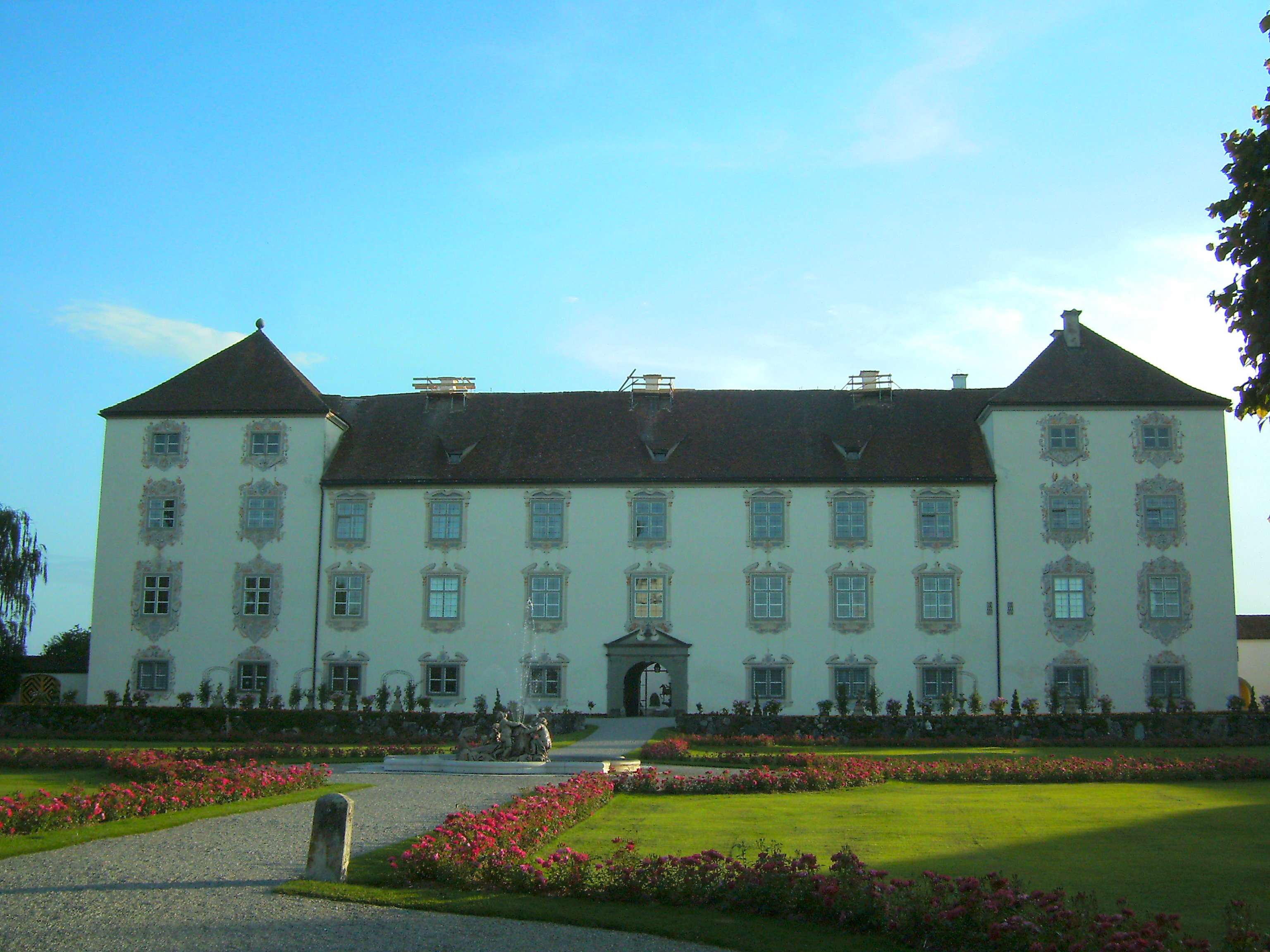
Schloss Zeil

Georg Graf von Waldburg-Zeil war der Sohn von Erich Fürst von Waldburg zu Zeil und Trauchburg (1899–1953) und Monika Prinzessin zu Löwenstein-Wertheim-Rosenberg (1905–1992). Er hatte noch sechs jüngere Geschwister, darunter den CDU-Bundestagsabgeordneten Alois Graf von Waldburg-Zeil, der ebenso bereits verstorben ist wie die Schwester Josefine Prinzessin von Lobkowicz (1929–1999) und der Bruder Eberhard Graf von Waldburg zu Zeil und Trauchburg (1940–2013).
Georg von Waldburg-Zeil war seit 1957 verheiratet mit Marie Gabrielle Prinzessin von Bayern (* 1931), einer Tochter Albrechts von Bayern, welcher der Sohn des letzten bayerischen Kronprinzen Rupprecht war. Aus der Ehe stammen fünf Töchter und der Sohn Erich (* 1962), der als Erbe die Nachfolge seines Vaters nach dessen Tod als Chef des Hauses angetreten hat und mit einer Tochter des Carl Herzog von Württemberg seit 1988 verheiratet ist.
Er lebte auf Schloss Zeil bei Leutkirch im Allgäu.

## Leben
Georg von Waldburg-Zeil besuchte bis zur Schließung durch die Nationalsozialisten 1939 das Internatskolleg St. Blasien. Nach Kriegsende holte er das Abitur nach und studierte an der Eberhard Karls Universität Tübingen, wo er 1951 das Staatsexamen als Diplom-Volkswirt ablegte.
Als am 24. Mai 1953 sein Vater Erich August von Waldburg-Zeil bei einem Autounfall starb, übernahm er sämtliche väterlichen Betriebe, die zu zwei Dritteln aus Land- und Forstwirtschaft im Allgäu sowie zu einem Drittel aus Industrie in Süddeutschland bestanden. Er trat zudem die Nachfolge seines Vaters als Chef des ehemaligen Fürstenhauses Waldburg an.
In den 1950er Jahren war er einer der bedeutendsten Geldgeber des seinerzeit umstrittenen rechtskonservativen Kreises der Abendländischen Aktion, stellvertretender Vorsitzender der Abendländischen Akademie und Verleger ihrer Zeitschrift Neues Abendland (Die kompromisslos-christliche Monatsschrift für Politik, Kultur und Geschichte). Ebenfalls in den 1950er Jahren war Georg von Waldburg-Zeil, wie auch sein Bruder Alois, Mitglied des konservativen Europäischen Dokumentations- und Informationszentrums (CEDI).
Im Zuge der durch die Alliierten Besatzungsmächte veranlassten Nachkriegs-Bodenreform des Landes Württemberg-Hohenzollern ab 1949 gehörte das Haus Waldburg zu den drei am längsten widerstehenden Gegnern. Es zögerte die Reform bis zu einem Kompromiss mit dem 1952 neu gebildeten Land Baden-Württemberg im Jahr 1969 (unter Ministerpräsident Hans Filbinger) hinaus, als dessen Ergebnis Georg von Waldburg-Zeil statt der zuvor geforderten 2,88 Millionen DM Abfindung einen Betrag von 750.000 DM erhielt; im Gegenzug verzichtete das Land auf die Herausgabe von 138 Hektar Land unter der Maßgabe, dass dieses zwölf Jahre lang an Landwirte verpachtet werde.

### Unternehmerische Aktivitäten
Die unternehmerischen Aktivitäten Georg von Waldburg-Zeils und seiner Familie sind breit gestreut. Der Familie gehören gut 10.000 Hektar Grund, insbesondere forst- und landwirtschaftlich genutzt. Sie gehört damit zu den größten privaten Grundbesitzern Deutschlands.
Georg von Waldburg-Zeil war über das Medienhaus Schwäbischer Verlag GmbH & Co. KG Verleger der Schwäbischen Zeitung und beteiligt an den Privatsendern Radio 7, Radio Seefunk, drei regionalen Fernsehsendern und zahlreichen weiteren Tochterunternehmen. Er war seit den 1960er Jahren Mitherausgeber der Allgäuer Zeitung und der Memminger Zeitung.
Die Familie von Waldburg-Zeil betreibt des Weiteren den regionalen Verkehrslandeplatz Leutkirch-Unterzeil, den Holzhof Zeil und mehrere Spielcasinos, die Hochgratbahn sowie seit 1958 eine Kette von Rehabilitationskliniken bzw. Kurzentren (Waldburg-Zeil Kliniken, mit mehr als 3000 Mitarbeitern).
Südlich des argentinischen Nobel-Wintersportortes San Martín de Los Andes gehörte ihm seit Ende der 1970er Jahre die Estancia „San Jorge“ mit mehreren Tausend Hektar Nadelholzplantage, davon 2000 Hektar reserviert für die Jagd auf Rotwild. Benachbart liegen ähnlich große Landgüter der deutschen Industriellen Ruprecht von Haniel und Wolf von Buchholtz (zusammen besitzen sie über 15.000 Hektar Grund), mit denen er unter anderem zur Waldbrandvorbeugung kooperierte; beispielsweise ließ er eine bestehende Landebahn für Löschflugzeuge ausbauen.
Ehemals gehörte der Familie zudem (gemeinsam mit dem Feldmühle-Konzern) die Papierfabrik Baienfurt bei Ravensburg, die jedoch 1990 an Stora Enso verkauft und Ende 2008 stillgelegt wurde.
Georg von Waldburg-Zeil war zeitweise Mitglied in den Beiräten der Landesbank Baden-Württemberg (LBBW) sowie der Deutschen Bank und Präsident des Deutschen Aero Clubs.

### Inhaber- und Beteiligungsverhältnisse
Die Anteile an Medienunternehmen werden von der KEK jährlich publiziert.

## Privates

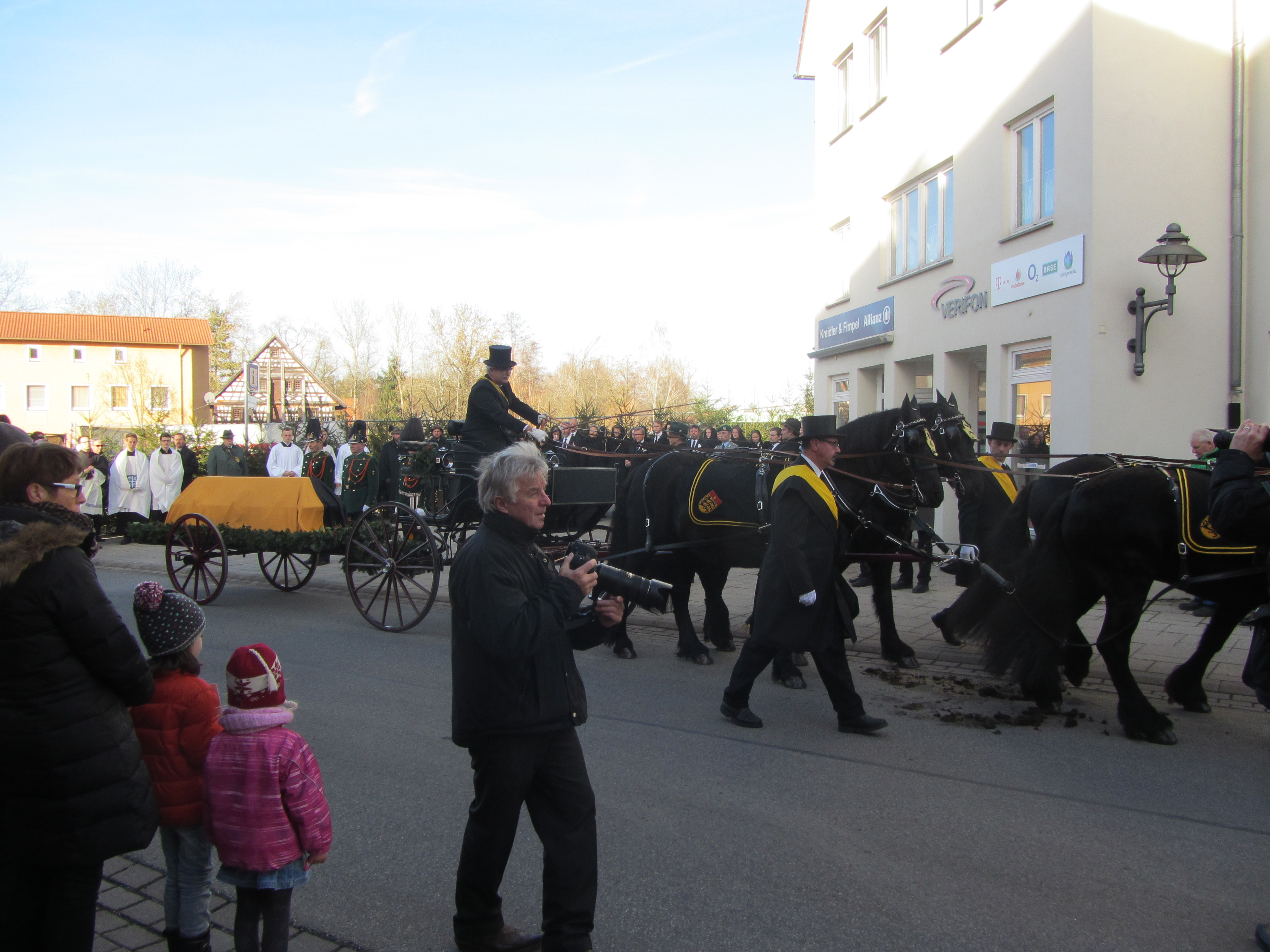
Trauerkondukt 2015

Er war Träger des Ordens vom Goldenen Vlies und Mäzen zahlreicher sozialer bzw. kultureller Organisationen sowie der katholischen Kirche verbunden und Schirmherr vieler Veranstaltungen im regionalen Umkreis.
Georg von Waldburg-Zeil vermehrte durch seine wirtschaftlichen Aktivitäten das ursprünglich auf Land- und Forstwirtschaft konzentrierte Privatvermögen seiner Familie beträchtlich. Das Manager Magazin listete die Familie 2002 mit damals geschätzten 2,5 Milliarden Euro auf Rang 39 der Liste der reichsten Deutschen, 2005 mit 0,35 Milliarden Euro noch auf Rang 213.
1961 war er zusammen mit Vitalis Altthaler, Michael Fellner, Franz Josef Dazert, Adolf Pirrung und weiteren Gründungsvorstand der Vereinigung der Freunde der Benediktinerabtei Ottobeuren e. V.

## Vorfahren
| Ahnentafel Georg von Waldburg zu Zeil und Trauchburg  | Ahnentafel Georg von Waldburg zu Zeil und Trauchburg                                                                                      | Ahnentafel Georg von Waldburg zu Zeil und Trauchburg | Ahnentafel Georg von Waldburg zu Zeil und Trauchburg                                                                                     | Ahnentafel Georg von Waldburg zu Zeil und Trauchburg                                                                                     | Ahnentafel Georg von Waldburg zu Zeil und Trauchburg                                                                                     | Ahnentafel Georg von Waldburg zu Zeil und Trauchburg                                                                                     | Ahnentafel Georg von Waldburg zu Zeil und Trauchburg                                                                                     | Ahnentafel Georg von Waldburg zu Zeil und Trauchburg                                                                                     |
| ----------------------------------------------------- | --- | --- | --- | --- | --- | --- | --- | --- |
| Ururgroßeltern                                        | Fürst Konstantin von Waldburg zu Zeil und Trauchburg (1807–1862) ⚭ 1833 Gräfin Maximiliane von Quadt zu Wykradt und Isny (1813–1874)      | Fürst Friedrich Karl Joseph von Waldburg zu Wolfegg und Waldsee (1808–1871) ⚭ 1832 Gräfin Elisabeth Johanna Baptista zu Königsegg-Aulendorf (1812–1886) | Fürst Hugo zu Salm-Reifferscheidt-Raitz (1803–1888) ⚭ 1830 Altgräfin Leopoldine zu Salm-Reifferscheidt-Krautheim (1805–1878)             | Don Ignacio Álvarez de Toledo y Palafox, Graf von Sclafani (1812–1878) ⚭ 1841 Donna Teresa Álvarez de Toledo y Silva (1824–1883)         | Erbprinz Konstantin zu Löwenstein-Wertheim-Rosenberg (1802–1838) ⚭ 1829 Prinzessin Maria zu Hohenlohe-Langenburg (1804–1835)             | Fürst Alois II. von und zu Liechtenstein (1796–1858) ⚭ 1831 Gräfin Franziska Kinsky von Wchinitz und Tettau (1813–1881)                  | Graf Joseph Erwin Sidonius Kinsky von Wchinitz und Tettau (1806–1862) ⚭ 1828 Gräfin Maria Czernin von und zu Chudenitz (1806–1872)       | Graf Alphons von Mensdorff-Pouilly (1810–1894) ⚭ 1843 Gräfin Therese von Dietrichstein-Proskau-Leslie (1823–1856)                        |
| Urgroßeltern                                          | Fürst Wilhelm von Waldburg zu Zeil und Trauchburg (1835–1906) ⚭ 1865 Gräfin Maria Josepha von Waldburg zu Wolfegg und Waldsee (1840–1885) | Fürst Wilhelm von Waldburg zu Zeil und Trauchburg (1835–1906) ⚭ 1865 Gräfin Maria Josepha von Waldburg zu Wolfegg und Waldsee (1840–1885)               | Altgraf Erich zu Salm-Reifferscheidt-Raitz (1836–1884) ⚭ 1865 Donna María del Pilar Álvarez de Toledo (1843–1893)                        | Altgraf Erich zu Salm-Reifferscheidt-Raitz (1836–1884) ⚭ 1865 Donna María del Pilar Álvarez de Toledo (1843–1893)                        | Fürst Karl zu Löwenstein-Wertheim-Rosenberg (1834–1921) ⚭ 1859 Prinzessin Sophie von und zu Liechtenstein (1837–1899)                    | Fürst Karl zu Löwenstein-Wertheim-Rosenberg (1834–1921) ⚭ 1859 Prinzessin Sophie von und zu Liechtenstein (1837–1899)                    | Graf Friedrich Karl Kinsky von Wchinitz und Tettau (1843–1899) ⚭ 1864 Gräfin Sophie von Mensdorff-Pouilly (1845–1909)                    | Graf Friedrich Karl Kinsky von Wchinitz und Tettau (1843–1899) ⚭ 1864 Gräfin Sophie von Mensdorff-Pouilly (1845–1909)                    |
| Großeltern                                            | Fürst Georg von Waldburg zu Zeil und Trauchburg (1867–1918) ⚭ 1897 Altgräfin Marie Therese zu Salm-Reifferscheidt-Raitz (1869–1930)       | Fürst Georg von Waldburg zu Zeil und Trauchburg (1867–1918) ⚭ 1897 Altgräfin Marie Therese zu Salm-Reifferscheidt-Raitz (1869–1930)                     | Fürst Georg von Waldburg zu Zeil und Trauchburg (1867–1918) ⚭ 1897 Altgräfin Marie Therese zu Salm-Reifferscheidt-Raitz (1869–1930)      | Fürst Georg von Waldburg zu Zeil und Trauchburg (1867–1918) ⚭ 1897 Altgräfin Marie Therese zu Salm-Reifferscheidt-Raitz (1869–1930)      | Fürst Aloys zu Löwenstein-Wertheim-Rosenberg (1871–1952) ⚭ 1898 Gräfin Josephine Kinsky von Wchinitz und Tettau (1874–1946)              | Fürst Aloys zu Löwenstein-Wertheim-Rosenberg (1871–1952) ⚭ 1898 Gräfin Josephine Kinsky von Wchinitz und Tettau (1874–1946)              | Fürst Aloys zu Löwenstein-Wertheim-Rosenberg (1871–1952) ⚭ 1898 Gräfin Josephine Kinsky von Wchinitz und Tettau (1874–1946)              | Fürst Aloys zu Löwenstein-Wertheim-Rosenberg (1871–1952) ⚭ 1898 Gräfin Josephine Kinsky von Wchinitz und Tettau (1874–1946)              |
| Eltern                                                | Fürst Erich August von Waldburg zu Zeil und Trauchburg (1899–1953) ⚭ 1926 Prinzessin Monika zu Löwenstein-Wertheim-Rosenberg (1905–1992)  | Fürst Erich August von Waldburg zu Zeil und Trauchburg (1899–1953) ⚭ 1926 Prinzessin Monika zu Löwenstein-Wertheim-Rosenberg (1905–1992)                | Fürst Erich August von Waldburg zu Zeil und Trauchburg (1899–1953) ⚭ 1926 Prinzessin Monika zu Löwenstein-Wertheim-Rosenberg (1905–1992) | Fürst Erich August von Waldburg zu Zeil und Trauchburg (1899–1953) ⚭ 1926 Prinzessin Monika zu Löwenstein-Wertheim-Rosenberg (1905–1992) | Fürst Erich August von Waldburg zu Zeil und Trauchburg (1899–1953) ⚭ 1926 Prinzessin Monika zu Löwenstein-Wertheim-Rosenberg (1905–1992) | Fürst Erich August von Waldburg zu Zeil und Trauchburg (1899–1953) ⚭ 1926 Prinzessin Monika zu Löwenstein-Wertheim-Rosenberg (1905–1992) | Fürst Erich August von Waldburg zu Zeil und Trauchburg (1899–1953) ⚭ 1926 Prinzessin Monika zu Löwenstein-Wertheim-Rosenberg (1905–1992) | Fürst Erich August von Waldburg zu Zeil und Trauchburg (1899–1953) ⚭ 1926 Prinzessin Monika zu Löwenstein-Wertheim-Rosenberg (1905–1992) |
| Georg von Waldburg zu Zeil und Trauchburg (1928–2015) | | | | | | | | |

## Ehrungen und Auszeichnungen
- Großkreuzritter des Päpstlichen Ordens des Hl. Gregorius (1964)
- Gran Cruz del Orden de Isabel la Católica (1965)
- Ehrensenator der Universität Ulm (1977)
- Verdienstkreuz am Bande des Verdienstordens der Bundesrepublik Deutschland (1978)
- Verdienstkreuz 1. Klasse des Verdienstordens der Bundesrepublik Deutschland (1998)
- Staufermedaille in Gold (2008)
- Ehrenbürgerwürde der Stadt Leutkirch im Allgäu (2008), Isny im Allgäu, Bad Wurzach
- Ehrenritter des Souveräner Malteserordens
- Ritter des österreichischen Ordens vom Goldenen Vlies
- Bayerischer Verdienstorden
- Gran Cruz del Orden del Mérito Civil

## Beisetzung
Die Trauerfeier fand am 12. Dezember 2015 in der Stadtpfarrkirche St. Verena in Bad Wurzach statt. Das Requiem wurde von Bischof Gebhard Fürst zelebriert. Die Beerdigung erfolgte auf dem Familienfriedhof bei Schloss Zeil.

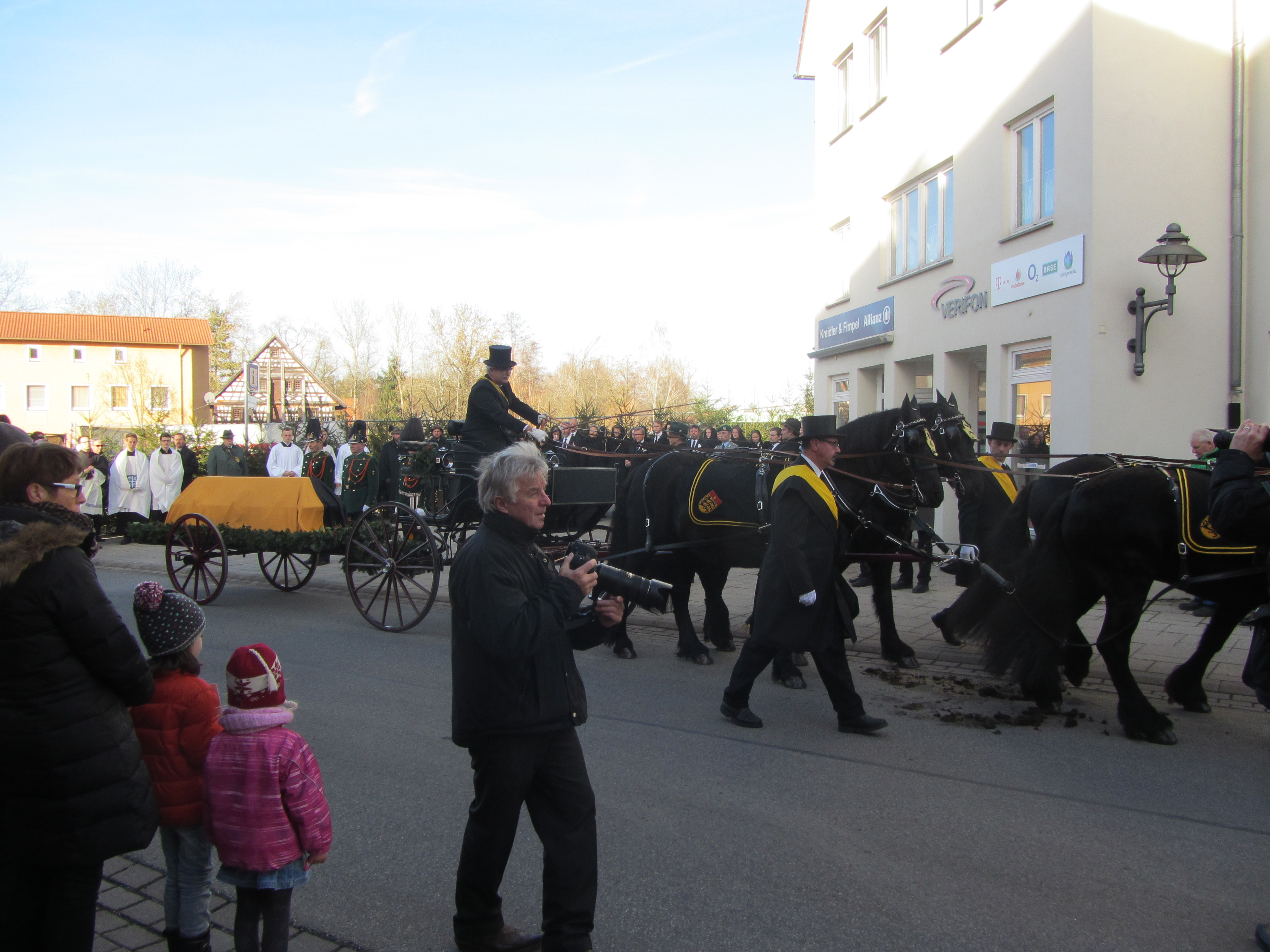
Beerdigungsfeier für Georg Fürst von Waldburg zu Zeil und Trauchburg in Bad Wurzach
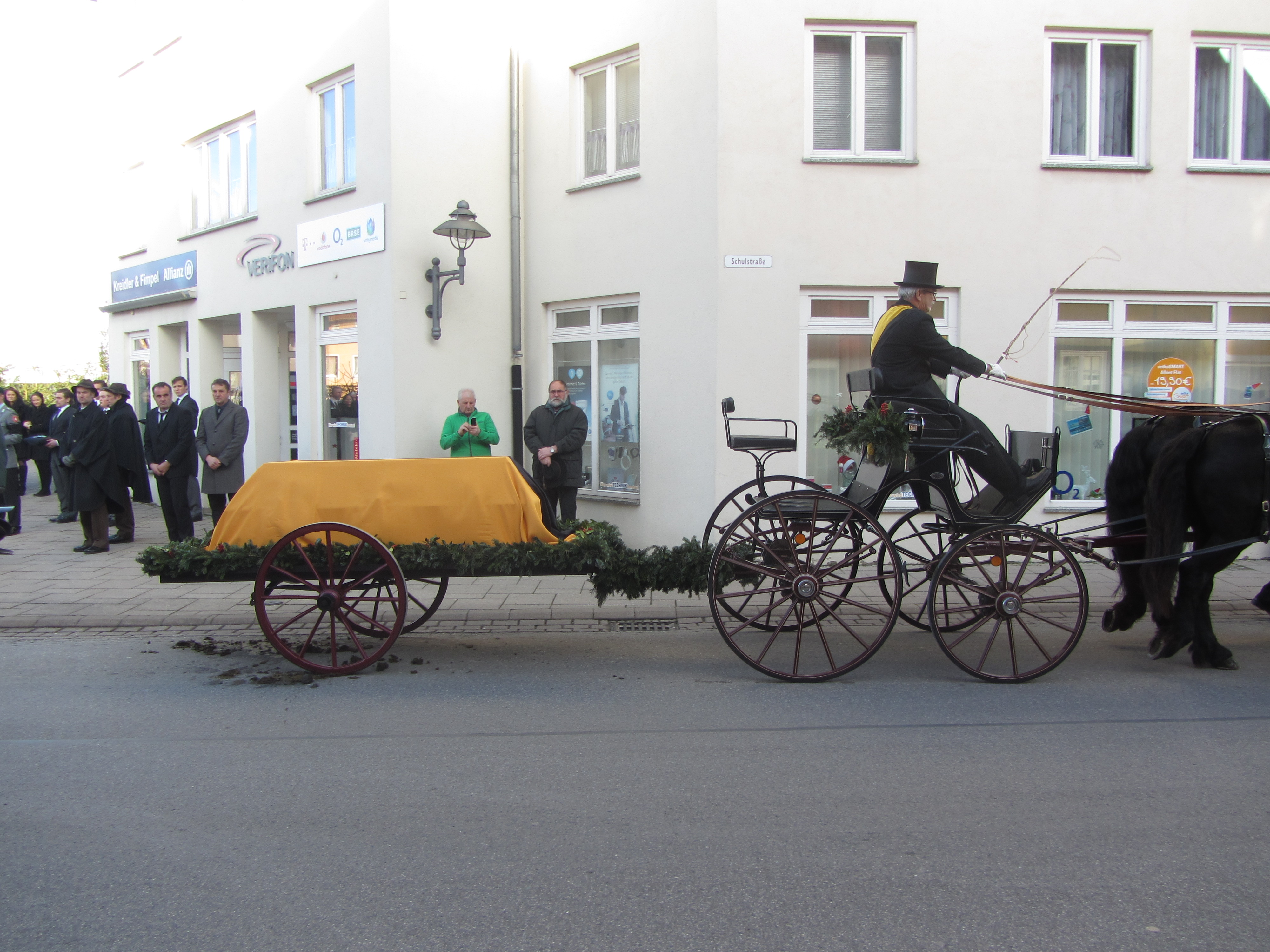
Die Kutsche mit dem Sarg des Verstorbenen
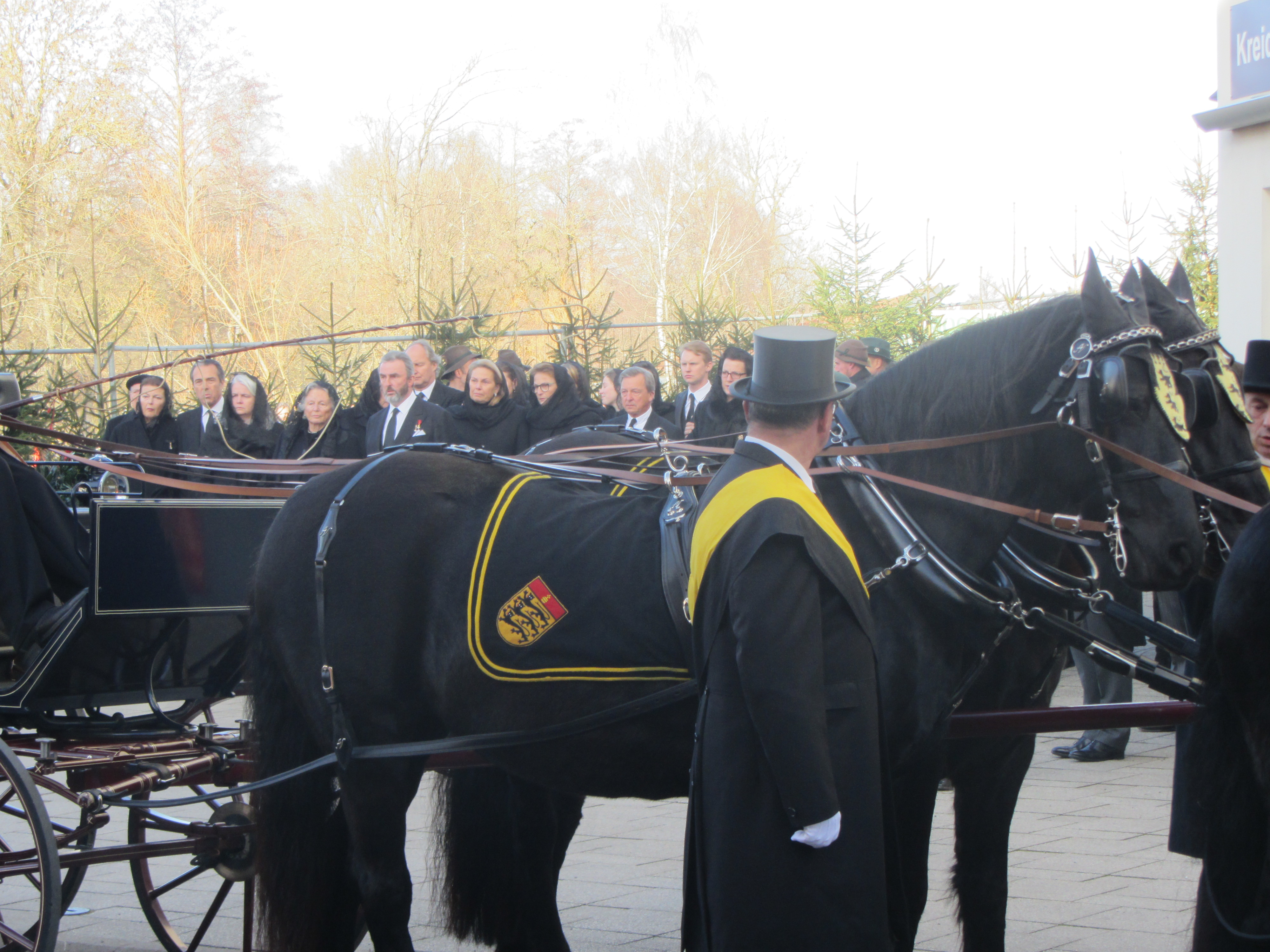
Trauergäste versammelt um Georgs Sohn und Nachfolger Erich Fürst von Waldburg zu Zeil und Trauchburg
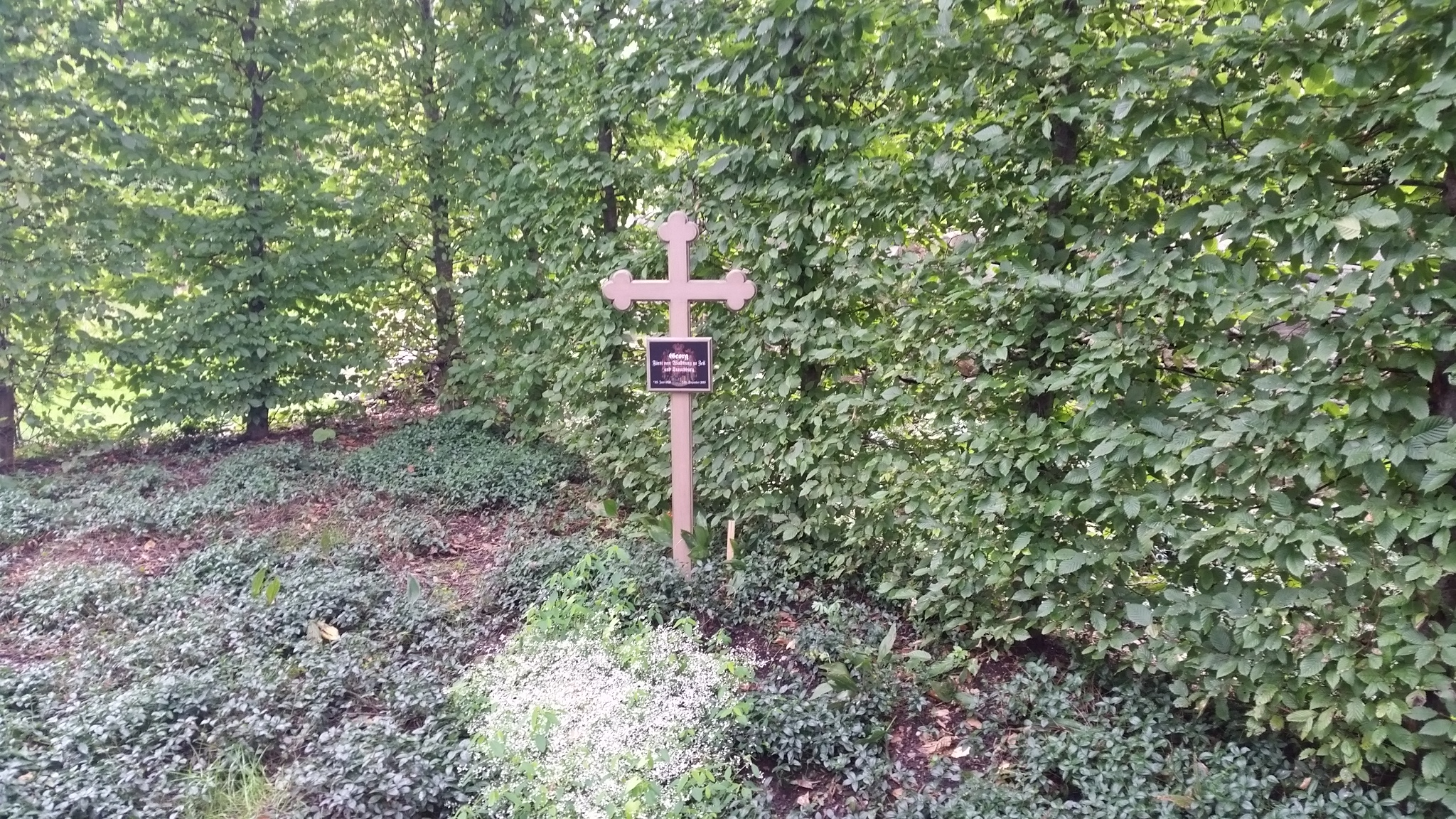
Grab Fürst Georgs